# Bradycellus nigriceps
Bradycellus nigriceps är en skalbaggsart som beskrevs av Leconte 1868. Bradycellus nigriceps ingår i släktet Bradycellus och familjen jordlöpare. Inga underarter finns listade i Catalogue of Life.